# Nadleśnictwo Chojnów
Nadleśnictwo Chojnów – jednostka organizacyjna Lasów Państwowych podległa Regionalnej Dyrekcji Lasów Państwowych w Warszawie. Siedziba nadleśnictwa znajduje się w Pilawie, w powiecie piaseczyńskim, w województwie mazowieckim. Graniczy z Kampinoskim Parkiem Narodowym.
Nazwa pochodzi od wsi Chojnów.
Nadleśnictwo obejmuje w całości powiaty piaseczyński, grodziski i pruszkowski, część powiatów grójeckiego i warszawskiego zachodniego oraz część Warszawy.

## Historia
Nadleśnictwo Chojnów powstało w 1945 i objęło głównie znacjonalizowane przez komunistów lasy prywatne oraz przedwojenne lasy skarbowe. W 1972 zostało ono zlikwidowane, a tutejsze lasy przeszły pod zarząd Warszawskiego Zespołu Leśnego. Po likwidacji Warszawskiego Zespołu Leśnego w 1984 odtworzono Nadleśnictwo Chojnów.

## Ochrona przyrody
Na terenie nadleśnictwa znajduje się trzynaście rezerwatów przyrody:
- Biele Chojnowskie
- Chojnów
- im. Bolesława Hryniewieckiego
- Las Pęcherski
- Łoś
- Młochowski Grąd
- Młochowski Łęg
- Obory
- Pilawski Grąd
- Skarpa Jeziorki
- Wolica
- Uroczysko Stephana
- Zaborów im. Witolda Tyrakowskiego.

## Drzewostany
Powierzchnia nadleśnictwa wynosi 10 401,16 ha. W Nadleśnictwie Chojnów przeważają lasy (64%) przed borami (33%) i olsami (3%).
Typy siedliskowe lasów nadleśnictwa (z ich powierzchniowym udziałem procentowym):
- las mieszany świeży 36,38%
- bór mieszany świeży 23,50%
- las świeży 16,39%
- bór świeży 6,21%
- las mieszany wilgotny 5,77%
- las wilgotny 5,65%
- bór mieszany wilgotny 3,26%
- ols jesionowy 2,18%
- ols 0,53%
- bór wilgotny 0,06%
- las mieszany bagienny 0,05%
- las łęgowy 0,01%
- bór suchy 0,01%

Gatunki lasotwórcze lasów nadleśnictwa (z ich udziałem procentowym):
- sosna 72,75%
- dąb 10,78%
- brzoza 8,61%
- olsza 5,72%
- inne 2,14% (udział żadnego innego gatunku nie przekracza 1%)